# Свертушка чорнощока
Све́ртушка чорнощока (Poospiza rubecula) — вид горобцеподібних птахів родини саякових (Thraupidae).  Ендемік Перу.

## Опис
Довжина птаха становить 15,5 см. Виду притаманний статевий диморфізм. У самців потилиця і верхня частина тіла темно-сірі, Лоб і нижня частигна тіла яскраво-руді, над очима руді "брови". Живіт білий. На обличчі чорні "маска", підборіддя чорне. Крила і хвіст темні. У самиць голова і верхня частина тіла сіро-коричневі, нижня частина тіла білувата з рудим відтінком. Груди і боки поцятковані темно-сірими смугами.

## Поширення і екологія
Чорнощокі свертушки локально поширені на західних схилах Анд, від Кахамарки до Іки. Вони живуть у високогірних чагарникових заростях Eupatorium і Gynoxys та в сухих рідколіссях, де переважають Polylepis, Oreopanax, Myrcianthes і Escallonia. Зустрічаються на висоті від 2350 до 3700 м над рівнем моря. Живляться ягодами, насінням і бруньками.

## Збереження
МСОП класифікує цей вид як такий, що перебуває під загрозою зникнення. За оцінками дослідників, популяція чорнощоких свертушок становить від 150 до 700 птахів. Їм загрожує знищення природного середовища.